# Île du Pharaon (Égypte)
Pour les articles homonymes, voir Île du Pharaon.
L'île du Pharaon, aussi appelée île de Graye par les croisés et Ayla par les chroniqueurs arabes, est une île d'Égypte baignée par la mer Rouge sur laquelle se dresse une forteresse.

## Géographie
L'île du Pharaon est située en Égypte, dans le fond du golfe d'Aqaba de la mer Rouge, à proximité immédiate des côtes orientales du Sinaï.
Les récifs coralliens proches de l'île en font un lieu apprécié des touristes pour la plongée sous-marine.

## Histoire
L'île de Graye est idéalement située au temps des croisades car elle permet de contrôler la route entre Le Caire et Damas. Vers 1160, les croisés construisent une citadelle sur l'île afin de protéger l'oasis d'Ayla. En décembre 1170, Saladin prend la forteresse et la renforce. Lors de son expédition en Mer Rouge (1182), Renaud de Châtillon assaille l'île, mais ne parvient pas à s'en rendre maître. Elle subit un nouveau siège en 1184, sans effet. La forteresse est finalement abandonnée vers 1320 par son gouverneur mamelouk.
Le site a été proposé en 1994 pour une inscription au patrimoine mondial et figure sur la « liste indicative » de l’UNESCO dans la catégorie patrimoine culturel.